# کاش من اینجا بودم
کاش من اینجا بودم (به انگلیسی: Wish I Was Here) فیلمی محصول سال ۲۰۱۴ و به کارگردانی زک برف است. در این فیلم بازیگرانی همچون زک برف، دونالد فایسون، جاش گد، پیرس گاگنن، اشلی گرین، کیت هادسن، جوئی کینگ، جیم پارسونز، مندی پتینکین، مایکل وستون، الکساندر چاپلین، آلن ریچ و جیمز آوری ایفای نقش کرده‌اند.